# Dead Man’s Hand

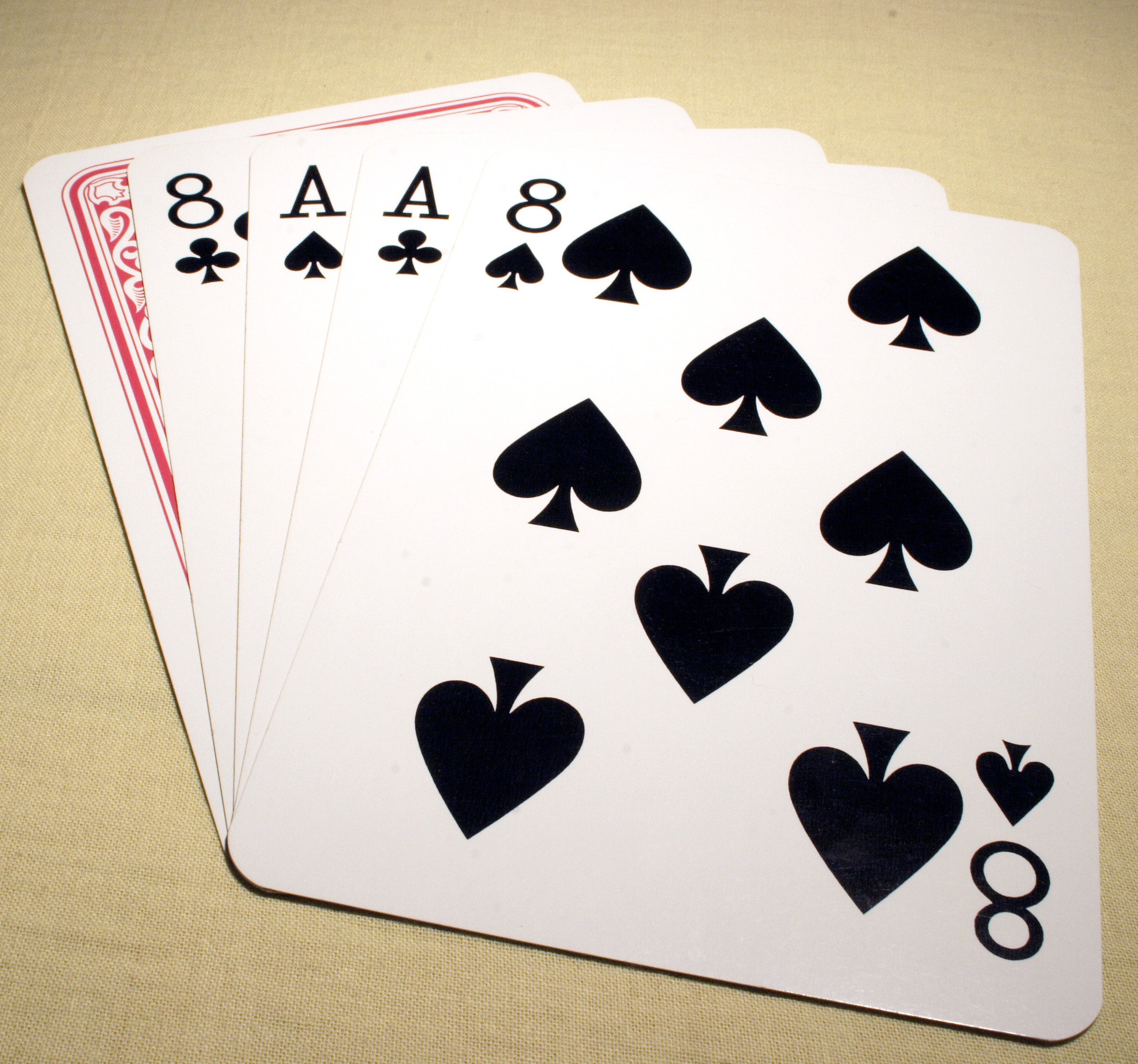
Dead Man’s Hand

Wild Bill Hickok

Die Dead Man’s Hand (englisch für „Hand des toten Mannes“) ist eine Hand im Kartenspiel Poker. Sie besteht aus zwei Paaren Achten und Assen, jeweils von Pik und Kreuz.
Die Hand trägt ihren Namen, weil der Westernheld Bill Hickok 1876 bei einem Draw-Poker-Spiel rücklings erschossen wurde, als er zwei schwarze Asse und Achten mit einer Dame als Kicker hielt. Andere Quellen geben jedoch an, dass er zwei Buben und zwei Achten und gar keine fünfte Karte hielt, da er während des Tauschens der Karte erschossen wurde.
Das erste Mal wurde die Hand 1886 überliefert, damals noch als Full House aus Buben und Zehnen.

## Verwendung
Verwendung findet die Hand unter anderem
- im Browserspiel The West als Quest
- im Echtzeit-Strategiespiel StarCraft II: Wings of Liberty
- im Online-Sammelkartenspiel Hearthstone als Karte[1]
- in der Kurzgeschichte Die Hand des Todes (1976) von Jörg Fauser
- in der Buchserie der Final-Destination-Reihe
- im Buch Einer flog über das Kuckucksnest von Ken Kesey
- im Buch Raum der Angst von Marc Meller
- im 22. Lucky-Luke-Band Calamity Jane
- im Film Der Held der Prärie (1936)
- im Film Ringo (1939)
- im Film Der Mann, der Liberty Valance erschoß (1962)
- im Film Im Netz der Spinne (2001)
- im Film Dead Man’s Hand (2007)
- im Film All in – Alles oder nichts (2008)
- im Film The Traveller (2010)
- im Film Rango (2011)
- im Film John Wick: Kapitel 4 (2023)
- im Episodenfilm The Ballad of Buster Scruggs (2018)
- in der Serie Deadwood
- in der Serie CSI: Den Tätern auf der Spur (Staffel 9 Episode 8 Der Mann ihrer Träume – 31:18)
- in der Serie Navy CIS (Staffel 6 Episode 24 – 06:19)
- in der Serie Touch (Episode 7)
- in der Serie Inspector Barnaby (Episode Blut am Sattel)
- in der Serie The Pretender (Staffel 3 Episode 11 Wahre Lügen)
- in der Serie SEAL Team (Staffel 2 Episode 17)
- in einer Werbung für PartyPoker.com
- als Titel des Videospiels Dead Man’s Hand
- im Videospiel Silent Hill: Downpour (Auffindbar in einer Nebenquest. In einem Nebenraum liegt eine Leiche, die der Besitzer des Blattes sein müsste.)
- Im Videospiel Tom Clancy’s The Division 2 ein Ausrüstungsset
- in der Hörspielserie Die drei ??? (Episode 157 Im Zeichen der Schlangen – 08:03)
- in diversen Liedern, unter anderem von
  - Bob Dylan: Rambling, Gambling Willie. Dylan äußerte, er spiele oft Karten und glaube an die Dead Man’s Hand. Wenn man so ein Blatt habe, sei es Zeit, die Chips in Bargeld zu tauschen und zu gehen.[2]
  - Molly Hatchet: Gunsmoke
  - Motörhead: Ace of Spades, Dead Man’s Hand
  - Uncle Kracker: Aces and Eights
  - Lita Ford: Aces and Eights
  - Bob Seger: Fire Lake
- als beste Hand in dem Sammelkartenspiel Doomtown
- als Titel eines Songs des Musikproduzenten KSHMR im Big-Room-Stil, veröffentlicht 2015
- im Werk Des Teufels Gebetbuch von Markus Heitz
- im Wrestling ehem. Gruppierung von IMPACT Wrestling